# Carlos Alberto Richa
 (mars 2017).
Si vous disposez d'ouvrages ou d'articles de référence ou si vous connaissez des sites web de qualité traitant du thème abordé ici, merci de compléter l'article en donnant les références utiles à sa vérifiabilité et en les liant à la section « Notes et références ».
Carlos Alberto Richa, dit Beto Richa, (né le 29 juillet 1965 à Londrina, dans le nord de l'État du Paraná - ) est un homme politique brésilien, élu en 2004 à la tête de la préfecture de Curitiba (équivalent du maire ou du président de la communauté urbaine). Il est membre du PSDB (Parti de la social-démocratie brésilienne, centre-droit).

## Biographie
Fils d'un ancien gouverneur, José Richa et d'Arlete Vilela Richa, Beto Richa nait à Londrina, dans le nord du Paraná, le 29 juillet 1965. Il passe son enfance dans sa ville natale et fréquente l'école primaire Escola Estadual Hugo Simas. Plus tard, devenu adolescent, il part pour Curitiba, où il suit l'école secondaire au Colégio Bom Jesus. Il se forme comme ingénieur civil à l'Universidade Católica do Paraná (aujourd'hui PUC-PR) et se marie avec l'avocate Fernanda Bernardi Vieira Richa, avec laquelle il a trois fils : Marcello, André et Rodrigo.
Beto Richa décide d'entrer dans la vie publique à 29 ans. Il est élu député de l'État en 1995, avec 22 000 voix et en 1998, il est réélu pour le même poste avec presque 45 000 voix. En 2000, il devient vice-préfet de Curitiba et un an plus tard, il devient chargé des Travaux publics de la mairie. En 2002, il se porte candidat au gouvernement de l'État du Paraná pour le PSDB, en obtenant 888 796 voix.
Le 30 mars 2010, il démissionne de son bureau à l'hôtel de ville de Curitiba pour être éligible pour le gouvernement. Le 3 octobre 2010, il est élu gouverneur de l'État au premier tour.
Il a été élu avec 494 440 voix (54,78 %) contre son rival du PT, Angelo Carlos Vanhoni  (45,22 %). Il est actuellement gouverneur de l'État du Paraná.
Vice-prefeito (vice-maire) : Luciano Ducci.
Numéro et parti : 45 - PSDB
Alliance électorale : PSDB / PSB / PDT / PP / PAN / PTN / PRONA / PS